# Úrsulo Galván
Úrsulo Galván là một đô thị thuộc bang Veracruz, México. Năm 2005, dân số của đô thị này là 26909 người.